# كارتر بلاكبيرن
كارتر بلاكبيرن (بالإنجليزية: Carter Blackburn)‏ هو معلق رياضي أمريكي، ولد في 30 مارس 1979.